# Les Gauchos juifs
Les Gauchos juifs (en espagnol : Los gauchos judíos) est un livre de l'écrivain juif lituanien-argentin Alberto Gerchunoff, considéré comme le père de la littérature juive latino-américaine, publié à La Plata en 1910, en l'honneur du centenaire de la Révolution de Mai. L'œuvre est considérée comme un hymne à l'intégration des immigrants juifs dans la culture argentine. Elle rassemble des images et des histoires de l'immigration juive en Argentine, inspirées des propres souvenirs d'enfance et d'adolescence de l'auteur.
Encyclopedia Judaica affirme que Les gauchos juifs est la première œuvre latino-américaine qui traite de l'émigration vers le Nouveau Monde, ainsi que le premier livre de littérature en langue espagnole écrit par un Juif à l'époque moderne. Le livre est classé parmi les 100 meilleures œuvres de la littérature juive moderne d'après le classement effectué par le National Yiddish Center des États-Unis,.

## Contexte historique
Les huit premières familles juives arrivent d'Europe de l'Est en octobre 1888, suivies en août 1889 par les 130 familles du Weser. À partir de 1891, la J.C.A (Jewish Colonization Association) du baron Maurice de Hirsch achète des terres où vont s'installer des milliers d'immigrants en provenance de Russie, de Roumanie et d'autres pays d'Europe orientale, Podolie et Bessarabie, fuyant les pogroms de la Russie impériale. Au début du XXe siècle, la province d'Entre Ríos possède 170 colonies juives, dont l'activité principale est basée sur le bétail et les produits laitiers avec une industrie fromagère, ainsi que sur les cultures agricoles. La première colonie juive est celle de Moïseville, aujourd'hui dénommée Moisés Ville, dans la province de Santa Fe. Une autre colonie importante est celle de Colonia Lapin dans la province de Buenos Aires. Des colonies sont aussi installées dans la province de Santiago del Estero et dans la province de La Pampa.
Les colons s'organisent rapidement en coopératives agricoles qui donnent une grande impulsion à la colonisation juive. Celles-ci avancent de l'argent aux colons et leur fournissent des semences, des outils et des fournitures à des prix raisonnables. Elles assurent aussi la commercialisation de leur production à travers tout le pays. Avec leurs revenus, elles créent des hôpitaux, des bibliothèques, s'occupent des cimetières et des centres culturels pour la communauté ainsi que pour l'ensemble de la population.

## Contexte personnel

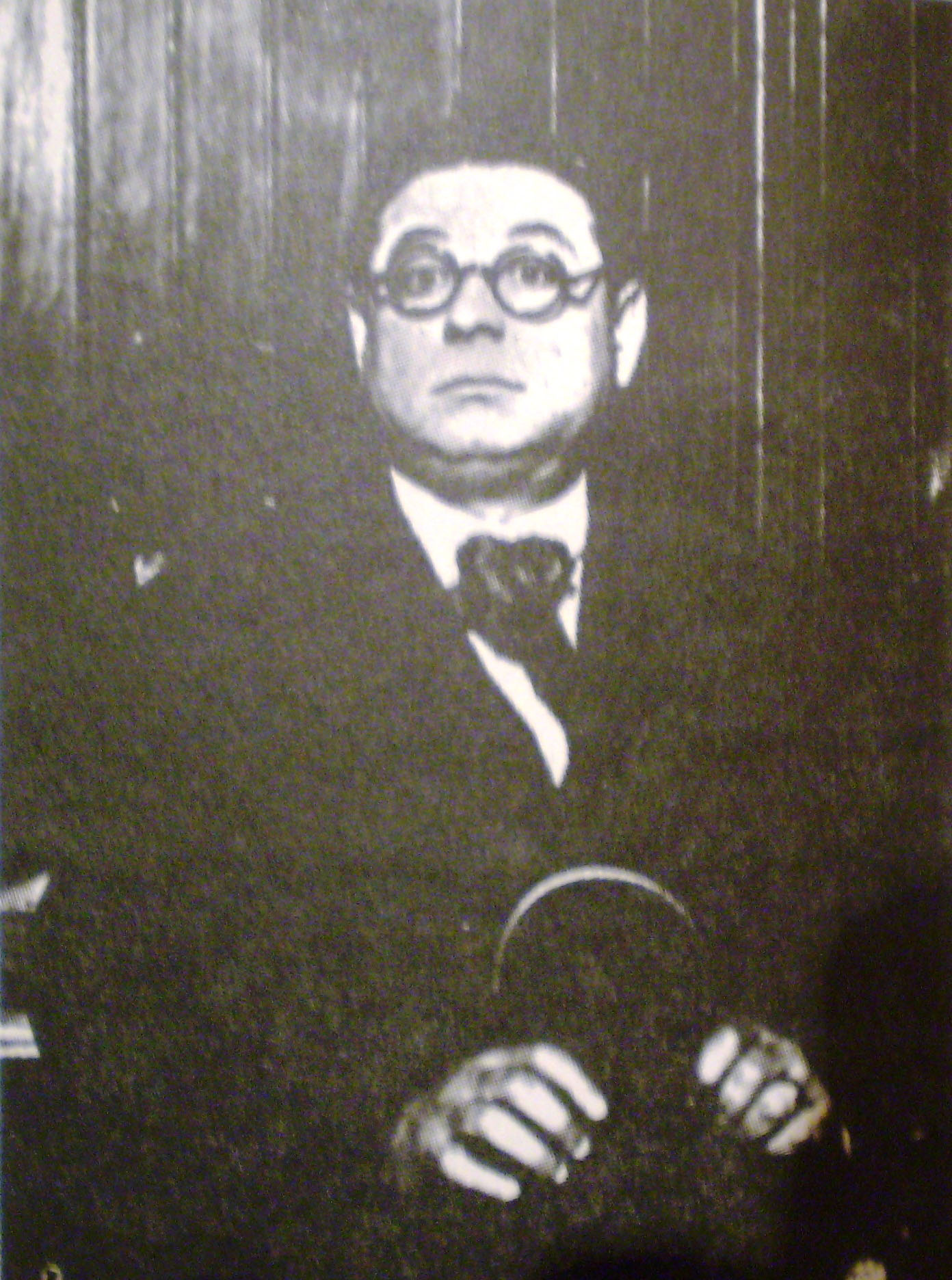
Alberto Gerchunoff, auteur de Les gauchos juifs, considéré comme son œuvre la plus célèbre

Alberto Gerchunoff est arrivé en Argentine en tant qu'immigrant en 1889, à l'âge de cinq ans. Il appartient à une famille juive touchée par les persécutions antisémites de la Russie tsariste et déjà, avant même d'immigrer en Amérique du Sud, Gerchunoff entend son père, un Juif imprégné de traditions rabbiniques, lui expliquer que dans le Nouveau Monde, ils seront des agriculteurs et effectueront les travaux de la terre « comme les anciens Juifs de la Bible ».
La famille Gerchunoff s'installe dans la colonie agricole de Moisés Ville (Santa Fe) puis à Rajil (Entre Rios), près de Villaguay,
Le jeune Gerchunoff part pour Buenos Aires afin de devenir journaliste, et en 1908, il est embauché par le journal La Nación où il exercera pendant quarante ans, finissant éditeur en chef.
En 1910, il publie son premier livre, Los gauchos judíos qui restera son meilleur livre. Les gauchos juifs s'inscrit dans le courant littéraire régionaliste sud-américain, auquel se rattache El país de los matreros (Le pays des brigands) de Fray Mocho, Montaraz de Martiniano Leguizamón, El país de la selva (Le pays de la forêt) de Ricardo Rojas ou La Australia argentina (L'Argentine australe) de Roberto Payró.
Gerchunoff a puisé son inspiration dans Siónida del Nuevo Mundo (La Terre Promise du Nouveau Monde) du poète nicaraguayen Rubén Darío, qui intègre le fameux poème Canto a la Argentina (Chant à l'Argentine).
Paradoxalement, ou peut-être comme un signe des conflits d'intérêts réels générés par l'immigration juive en Argentine, le père de l'auteur a été tué par un gaucho. Le fait est raconté dans un des chapitres du livre.

## Le livre
Le livre se compose initialement de 24 récits, auxquels deux autres ont été rajoutés lors de l'édition de 1936. Ceux-ci avaient été publiés auparavant de façon séparée dans le journal La Nación à partir de 1908. La première édition est préfacée par l'écrivain Martiniano Leguizamón, considéré à l'époque comme le plus grand écrivain de la littérature de l'Entre Rios. Le livre peut être lu soit comme un roman, soit comme une série d'histoires courtes reliées entre elles.
Sans respecter l'ordre original, on trouve ci-dessous la liste des récits :
1. « Génesis » (Genèse) : le premier récit se déroule en Russie.
2. « El surco » (Le sillon) : dans le second récit, son frère laboure pour la première fois le sol vierge.
3. « La siesta » (La sieste) : dans ce récit apparaît pour la première fois le rabbin Abraham, un des personnages principaux du livre. Le récit décrit les prières orthodoxes du rabbin.
4. « Llegada de inmigrantes » (Arrivée d'immigrants) : dans ce récit, un millier de colons attendent à la gare l'arrivée de nouvelles familles d'immigrants. Chacun se rappelle sa propre arrivée.
5. « Leche fresca » (Lait frais) : Raquel en jouant raconte la permanence du travail rural.
6. « La lluvia » (La pluie) : une inondation majeure
7. « Las brujas » (Les sorcières).
8. « El poeta » (Le poète) : Gerchunoff compare ici les gauchos aux anciens Hébreux du temps de la Bible, et les décrit comme des hommes pastoraux, avec une vie paisible, s'occupant du bétail et de leur famille.
9. « El cantar de los cantares » (Le Cantique des cantiques) : romance entre Esther et Jaime, mais qui avaient été tous les deux promis par leurs parents à d'autres jeunes.
10. « Las lamentaciones » (Les lamentations) : romance entre Raquel et Jacobo, un jeune de la colonie, très peu attaché à la tradition, « le plus criollo (nom donné aux personnes d'origine espagnole installée de longue date en Argentine) de la colonie », et qui suscite une grande opposition.
11. « Las bodas de Camacho » (Les noces de Camacho) : Raquel s'enfuit avec Gabriel, son petit ami gaucho, la nuit même où sa famille avait arrangé son mariage avec le jeune Juif Pascual Liske. Le titre et les évènements de l'histoire sont inspirés de « Las bodas de Camacho el rico » tiré de Don Quichotte de Miguel de Cervantes, dont l'influence a joué un rôle important dans l'œuvre de Gerchunoff.
12. « El boyero » (Le bouvier) : histoire du criollo Remigio Calamaco, un des personnages importants du livre. Calamaco est un gaucho violent, qui tuera son fils pour avoir reculé dans un duel criollo au couteau, et qui sera emprisonné pour ce crime.
13. « La Muerte del Rabí Abraham » (La mort de rabbi Abraham) : dans ce récit Gerchunoff raconte la mort de son père assassiné par un gaucho ivre.
14. « La lechuza » (La chouette) : la mère de Moisés pressent que quelque chose de mal est arrivé à son fils.
15. « El episodio de Miriam » (L'histoire de Myriam) : la fuite de Miriam avec Rogelio Miguez, son petit ami non-juif, et l'horreur de la colonie devant ce fait.
16. « Divorcio » (Divorce) : le premier divorce dans la colonie.
17. « Historia de un caballo robado » (Histoire d'un cheval volé) : sur la persistance de l'antisémitisme en Argentine, où le rabbin Abraham est faussement accusé d'avoir volé un cheval.
18. « La trilla » (Le battage) : le premier battage de Moisés, qui pleure de bonheur en souvenir des longues années de souffrance. Dans l'histoire, Rabbi Abraham exprime son point de vue orthodoxe et ses préoccupations face à la conduite des jeunes qui « se transforment en gauchos ».
19. « El himno » (L'hymne) : les préparatifs pour célébrer la fête nationale du 25 mai.
20. « La visita » (La visite) : le criollo Estanislao Benítez invite chez lui la famille du rabbin Abraham, qui apparaît avoir des coutumes plus proches de celles des criollos et des gauchos.
21. « La revolución » (La révolution).
22. « La triste del lugar » (La mélancolique du village) : histoire du mariage de Jeved, exemple de pureté morale, avec Lázaro, un jeune Juif avec un handicap physique.
23. « El viejo colono » (Le vieux colon) : le rabbin Guedalí.
24. « La huerta perdida » (Le verger perdu) : la grande peste.
25. « El médico milagroso » (Le médecin miraculeux) : une des histoires rajoutées en 1936. Le médecin Nahum Yarcho, un homme souple et pragmatique, gagne l'affection des Juifs et des non-Juifs, et est considéré comme un grand gaucho, par les criollos et un bon Juif par les orthodoxes de la colonie.
26. « El candelabro de plata » (Le chandelier d'argent) : l'autre histoire rajoutée en 1936. Elle exprime les préoccupations concernant la progression de l'antisémitisme en Argentine.

Dans le livre, Alberto Gerchunoff décrit une vision de l'utopie agraire des colons juifs en Argentine. Cette expérience agricole singulière se déroule sur une terre utopique, un lieu où il est possible de commencer une vie nouvelle. Pour eux, la pampa argentine est ce lieu, comme la Terre Promise.
Le livre se caractérise par son ton optimiste, où prédominent les situations positives, de construction et de progrès, qui retardent les conflits et les évènements discriminatoires. L'attitude de l'écrivain change dans les années 1930 avec la montée de l'antisémitisme en Argentine.

## Quelques extraits
Les extraits suivants donnent un aperçu du livre :
- Extrait de Genèse : discours du rabbin de Tulchin, Yehouda Anakroy.

« C'est en Argentine que nous irons tous et nous recommencerons à travailler la terre et à prendre soin du bétail que le Très-Haut bénira. Souvenez-vous des paroles du Saint Livre: "Seuls ceux qui vivent de leurs troupeaux et de leurs semailles ont l'âme pure et méritent l'éternité au paradis". »
- Extrait de Le vieux colon :

« Lorsque ses enfants et ses petits enfants devaient tracer les premiers sillons de leur terrain, rabbi Guedali guidait la charrue. C'était un acte augural, solennel, et le vieux donnait à cette simple formalité le sens religieux qu'on lui trouve dans le traité agricole du Talmud. »
- Extrait de L'hymne : sur la perception des autochtones par les nouveaux immigrants.

« C'était aux premiers temps de la colonie. Les Juifs d'Entre Rios connaissaient peu l'endroit et leur perception des coutumes locales était extrêmement confuse. Ils admiraient le gaucho tout en le craignant et tissaient autour de sa vie une vague légende faite d'héroïsme et de barbarie. Ils le croyaient dangereux et irascible. Les fables de sang et de bravoure mal interprétées par les nouveaux paysans avaient contribué à l'idée qu'ils se faisaient du personnage. Pour le Juif de Pologne ou de Bessarabie, il devenait la bandit romantique, fier et chevaleresque, … »